# Tajmuraz Tydžyty
Tajmuraz Tydžyty (osetsky Тыджыты Вазнойы фырт Таймураз, kazašsky Таймураз Тигиев (Tajmuraz Tigiev), též Tajmuraz Tydžyjev, * 15. ledna 1982) je ruský zápasník volnostylař osetské národnosti, stříbrný olympijský medailista z roku 2008, který od roku 2006 reprezentuje Kazachstán.

## Sportovní kariéra
Volnému stylu se věnoval od 12 let ve Vladikavkazu pod vedením Jurije Kišijeva. Zápasu se věnovali i jeho dva mladší bratři Soslan a Batradz. V mládí prošel juniorskými výběry Ruska a v roce 2003 se představil na mistrovství světa mezi seniory. Jeho výkon však ruské reprezentační trenéry nezaujal. V roce 2006 proto využil nabídky startu za Kazachstán. V roce 2008 se kvalifikoval na olympijské hry v Pekingu. V semifinále vyřadil jednoho z favoritů Gruzínce Giorgi Gogšelidzeho a ve finále se utkal s Širvani Muradoven z Ruska. Zápas měl po celou hrací dobu v režii soupeř a po porážce získal pro Kazachstán stříbrnou olympijskou medaili. Jeho bratr Soslan bral v Pekingu stříbrnou medaili pro Uzbekistán. V roce 2012 se kvalifikoval na své druhé olympijské hry v Londýně, ale doplatil na náročný los, který mu v prvním kole přidělil Abdusalama Gadisova z Ruska. V souboji kdo s koho byl nakonec ten smutnější a obsadil 14. místo.

## Výsledky
| Turnaj            | Rusko      | Rusko      | Rusko      | Kazachstán | Kazachstán | Kazachstán | Kazachstán | Kazachstán | Kazachstán | Kazachstán | Kazachstán |
| Turnaj            | 2003       | 2004       | 2005       | 2006       | 2007       | 2008       | 2009       | 2010       | 2011       | 2012       | 2013       |
| Turnaj            | 21         | 22         | 23         | 24         | 25         | 26         | 27         | 28         | 29         | 30         | 31         |
| Turnaj            | těžká váha | těžká váha | těžká váha | těžká váha | těžká váha | těžká váha | těžká váha | těžká váha | těžká váha | těžká váha | těžká váha |
| ----------------- | ---------- | ---------- | ---------- | ---------- | ---------- | ---------- | ---------- | ---------- | ---------- | ---------- | ---------- |
| Olympijské hry    |            | —          |            |            |            | 2.         |            |            |            | 14.        |            |
| Mistrovství světa | 14.        |            | —          | —          | —          |            | —          | —          | 5.         |            | 16.        |